# Hellyethira pulvina
Hellyethira pulvina är en nattsländeart som beskrevs av Wells 1979. Hellyethira pulvina ingår i släktet Hellyethira och familjen smånattsländor. Inga underarter finns listade i Catalogue of Life.